# Bico-de-lacre-de-face-laranja
O Bico-de-lacre-de-face-laranja (Estrilda melpoda) é uma espécie de pássaros comum da família Estrildidae.É uma espécie com origem no centro e oeste de África. A sua distribuição geográfica é estimada em 3.600.000 km².

## Habitat
É encontrado facilmente nas savanas de Angola, Benim, Bermudas, Burkina Faso, Burundi, Camarões, República Centro-Africana, Chade, Estados Unidos (introduzido a partir de Porto Rico)República do Congo, Costa do Marfim, República Democrática do Congo, Guiné Equatorial, Gabão, Gâmbia, Gana, Guiné, Guiné-Bissau, Libéria, Mali, Mauritânia, Níger, Nigéria, Porto Rico, Reino Unido (introduzido a partir das Bermudas), Ruanda, Senegal, Serra Leoa, Togo e Zâmbia. Também pode ser encontrado em habitats tropicais e subtropicais. É uma espécie pouco preocupante em termos de extinção.